# Lullubi
Els lullubi o potser lulubi van ser un grup de tribus que vivien al tercer mil·lenni aC. El seu país s'anomenava Lullubum, i correspon a la moderna regió de la plana de Sharazor al Kurdistan, a les muntanyes de Zagros, en la moderna governació de Sulaymaniyya al Kurdistan Iraquià. Frayne (1990) va identificar la seva capital Lulubuna (o Luluban) amb la moderna Halabja. Alguns historiadors pensen que els lullubi eren d'origen hurrita.
L'antiga llegenda sumèria Lugalbanda i l'ocell Anzud, datada del temps d'Enmerkar d'Uruk, es refereix a les "muntanyes de Lulubi" com el lloc on el personatge Lugalbanda va trobar l'ocell gegant Anzud buscant la resta de l'exèrcit d'Enmerkar en ruta per assetjar Aratta.

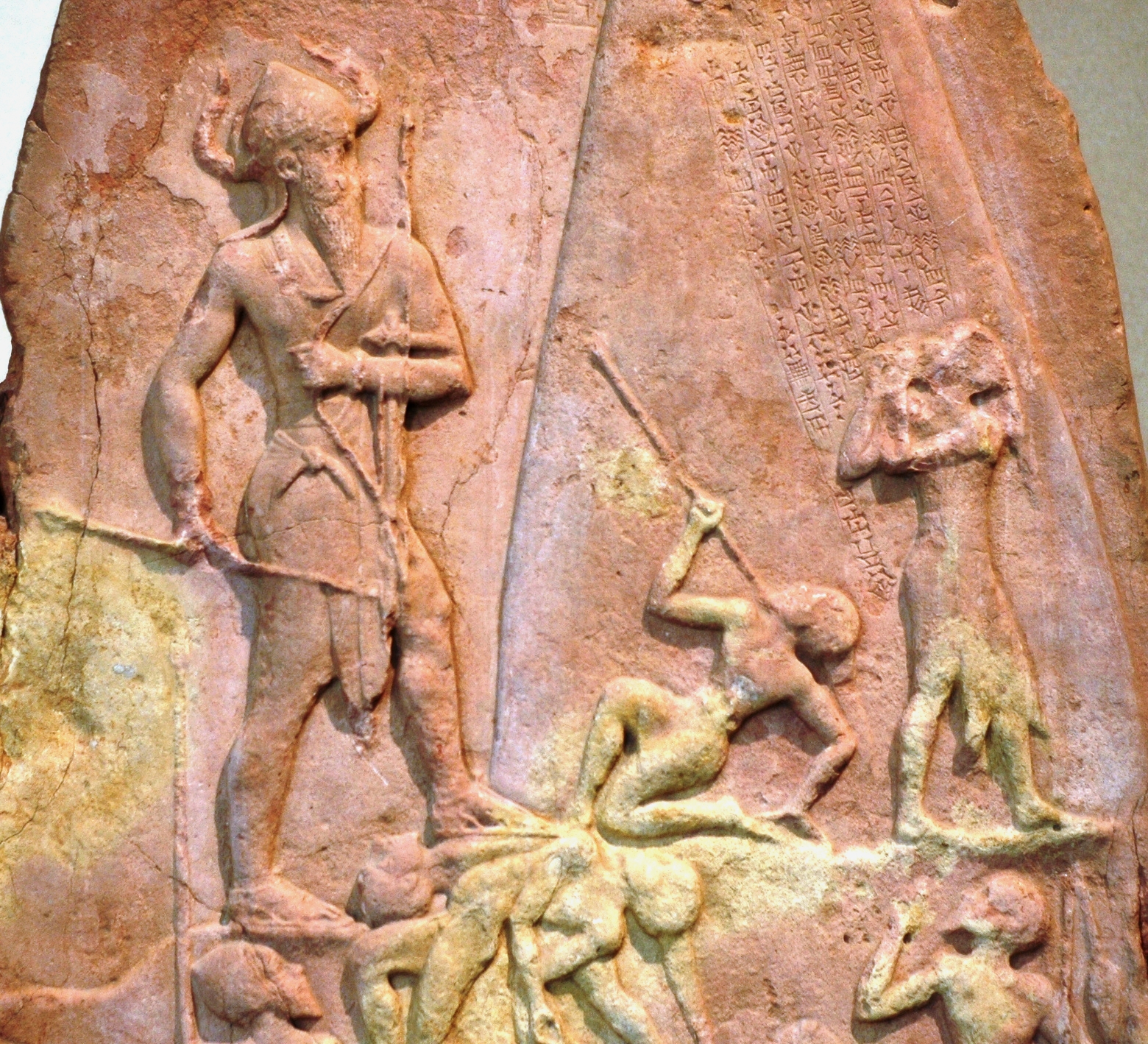
Foto de l'estela de Naramsin que commemora la seva victòria sobre Lullubum

Lullubum s'esmenta en temps històrics com una de les dependències de Sargon el Gran dins l'Imperi d'Accàdia junt amb la veïna província de Gutium al sud. El seu net Naram-sin (mort el 2223 aC) va derrotar els lullubi i el seu rei Satuni, i va erigir la seva famosa estela de la victòria. A la caiguda d'Accàdia, va quedar en poder de la dinastia guti de Babilònia. Els lullubi es van revoltar contra el rei quteu (o guti) Erridupizir. Després del període guteu (guti), la dinastia tercera d'Ur sota Shulgi hauria fet no menys de nou expedicions contra els lullubi o lullu, però no se sap segur si totes es van dirigir contra els lullubi o contra altres pobles de les muntanyes. Algunes s'haurien dirigit cap al sud-oest del llac Urmia. En temps d'Amar-Sin, els lullubi formaven un contingent militar dins l'exèrcit d'Ur, cosa que suggereix que estaven sota el seu domini. Un gravat famós en pedra mostra el rei lullubi Anubanini amb la deessa Ixtar, captiu, i està datat del temps de la dinastia tercera d'Ur; una llegenda babilònia tardana relata els èxits de Sargon el Gran i esmenta el rei Anubanini com un dels seus rivals.

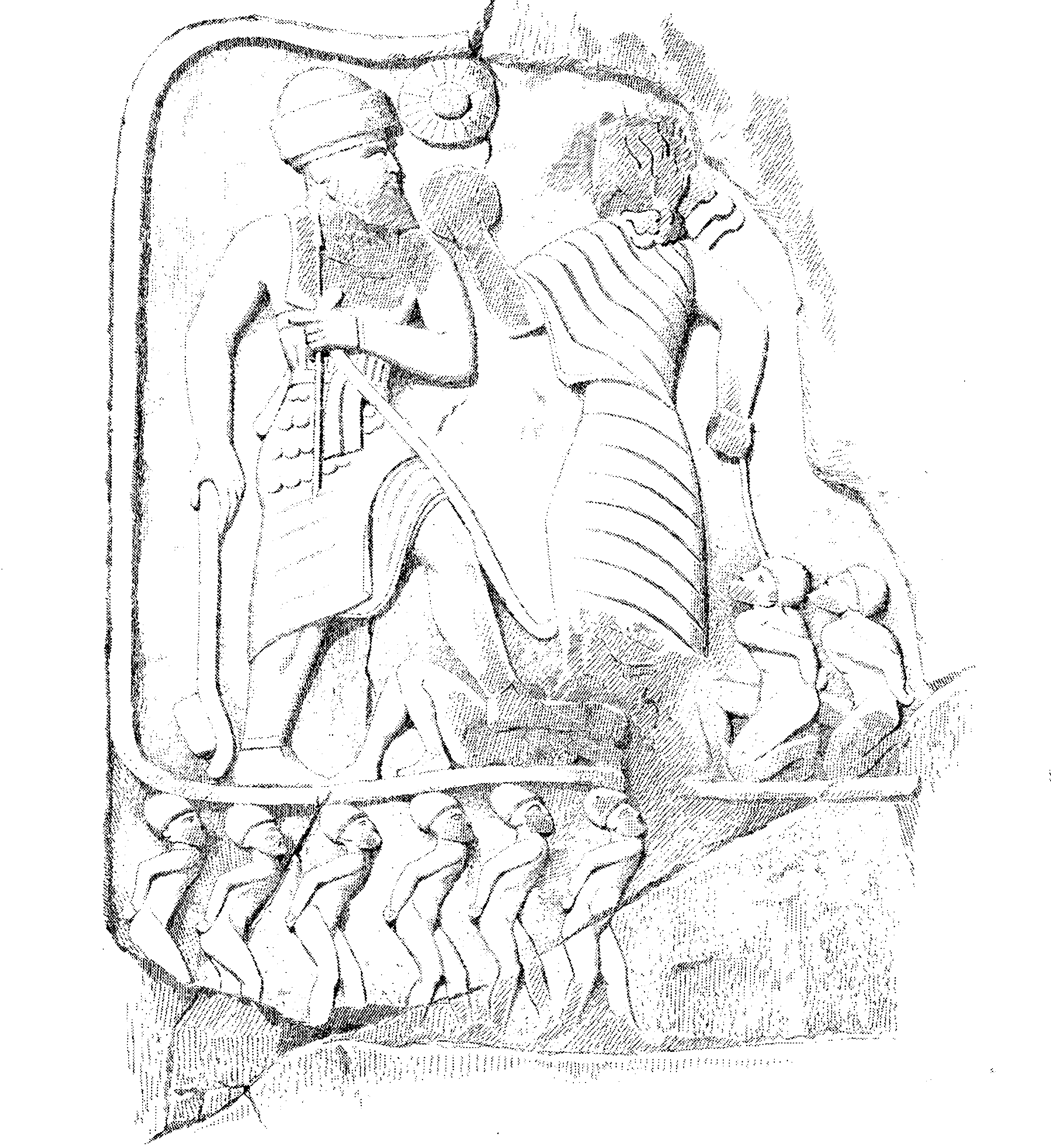
Dibuix de Pascal Coste de vers 1840, d'un gravat a la roca de la victòria del rei Annubanini i la dea Ishtar, a Sar-i Pul, Iran

Al segon mil·lenni el terme lullubi o lullu sembla que es va convertir en genèric entre els babilonis i assiris per designar els muntanyesos, i la regió originària de Lullubum apareix esmentada com a Zamua. Al segle xii aC es torna a mencionar el territori, quan Nabucodonosor I de Babilònia, cap a l'any 1120 aC, i Teglatfalassar I d'Assíria el 1113 aC, reclamen haver sotmès la terra de Lullubi.
Els reis neoassiris parlen d'algunes campanyes a Zamua/Lullubum, i entre elles una que va fer Assurnasirpal II, per anar a suprimir una revolta entre els caps de Zamua l'any 881 aC. Durant aquesta campanya es va construir una muralla al pas de Bazian (entre la moderna Kirkuk i Sulaymaniyya). Segons les inscripcions, hi havia 19 ciutats emmurallades a Zamua, i com a tribut va aportar un nombre considerable de cavalls, ramats, metalls, tèxtils i vi. Caps locals o governadors de Zamua van seguir existint almenys fins al final del regnat d'Asarhaddon, el 669 aC.